# Старый базар (Джяковица)

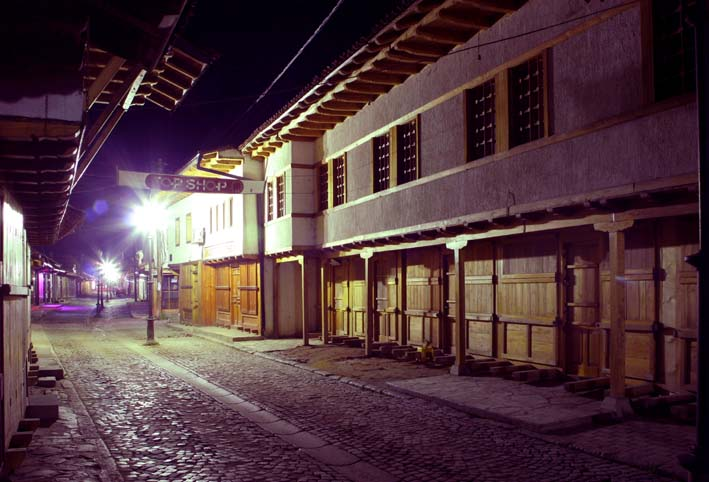
Базар

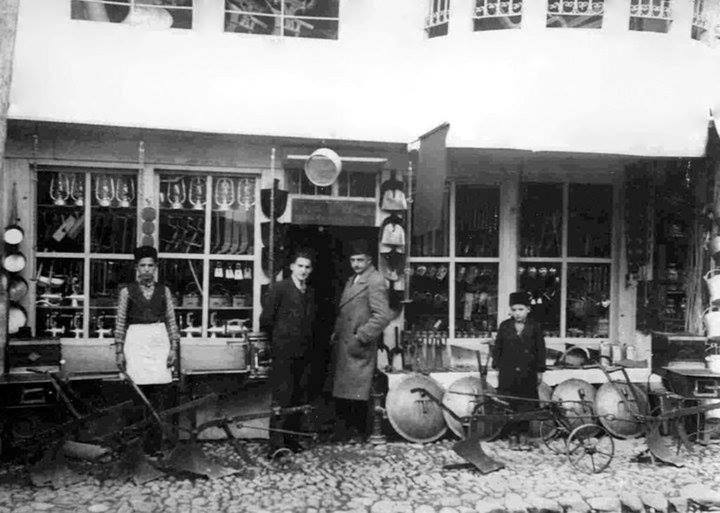
Магазин на Старом базаре, 1957

Старый базар (Большой базар) в Джяковице (алб. Pazari i vjetër në Gjakovë, серб. Стари базар) — старейший базар на территории Косова. В историческом районе, где расположен базар, также находится старейшая городская мечеть Хадум, построенная в 15 веке.
Большой базар был сердцем экономики Джяковицы, на нём торговали товаром, поставлявшимся из близлежащих сёл. Старый базар был разрушен во время Косовской войны 1999 года, а затем восстановлен.
Вокруг мечети находятся надгробия со скульптурным декором и надписями, выгравированными на старом Османском языке. В прошлом там хоронили представителей известных семей Джяковицы. В комплекс мечети входил также хамам (турецкая баня), разрушенный в 2008 году и здание старой библиотеки 1671 года (разрушено во время Косовской войны).
Старый базар находится рядом с центром города на другом берегу реки Крана в 5 минутах ходьбы через мост. Базар занимает площадь около 3,5 га, а длина основной его улицы составляет 1 км, вдоль неё расположено около 500 магазинов. Там также расположена мечеть и несколько тюрбе. В центре Старого базара расположена часовая башня, построенная в 1597 году. В 1912 году, во время Балканских воин, она была разрушена, но затем восстановлена.

## История
Большой базар Джяковицы возник с появлением первых мастеров и ремесленников. Это произошло когда Джяковица получила статус касабы (маленького городка). Первые достоверные о базаре исходят от турецкого путешественника Эвлиа Челеби, который посетил Джяковицу в 1662 году и был поражён его красотой. На Большом базаре было множество самых разных магазинов. Там торговали мастера по металлу, кожевенные мастера, ткачи, жестянщики, шорники и так далее.